# تقرير خاص عن الاحترار العالمي عند 1.5 درجة مئوية
نُشر التقرير الخاص بالاحترار العالمي عند 1.5 درجة مئوية (SR15) من قبل الهيئة الحكومية الدولية المعنية بتغير المناخ في 8 أكتوبر 2018. يتضمن التقرير الذي جرت الموافقة عليه في إنتشون في كوريا الجنوبية أكثر من 6000 مرجع علمي، وأعده 91 مؤلف من 40 دولة. دعا مؤتمر الأمم المتحدة للتغير المناخي لعام 2015 إلى الاطّلاع على التقرير. سُلم التقرير في جلسة الأمم المتحدة الثامنة والأربعين للهيئة الحكومية الدولية المعنية بتغير المناخ «لتقديم دليل علمي موثوق للحكومات» من أجل التعامل مع التغير المناخي. تمثلت النتيجة الرئيسية للتقرير بإمكانية إبقاء الاحترار عند 1.5 درجة مئوية (2.7 درجة فهرنهايت)، إلا أن ذلك يتطلب «تخفيضات جذرية في الانبعاثات» و«تغييرات سريعة بعيدة المدى وغير مسبوقة في جميع جوانب المجتمع». وجد التقرير أن «الحد من الاحترار العالمي وإبقاؤه عند درجة 1.5 درجة مئوية بدلًا من 2 درجة من شأنه أن يقلل من التأثيرات الخطيرة على النظم البيئية وصحة الإنسان ورفاهه» وأن زيادة الاحترار بمقدار درجتين مئويتين ستؤدي إلى تفاقم حالة الطقس المتطرف، وارتفاع مستويات سطح البحر وتناقص الجليد البحري في القطب الشمالي، وابيضاض المرجان، وفقدان النظم البيئية، إضافة إلى العديد من التأثيرات أخرى.
يتضمن التقرير أيضًا تصميمًا يُظهر متطلبات إبقاء الاحترار العالمي عند 1.5 درجة مئوية بما في ذلك «خفض انبعاثات ثاني أكسيد الكربون العالمية التي يتسبب فيها الإنسان بنحو 45% من مستويات عام 2010 بحلول عام 2030، للوصول إلى صافي الصفر بحلول عام 2050». شكل الحد من الانبعاثات بحلول عام 2030 والتغييرات والتحديات المرتبطة بالمسألة، بما في ذلك التخفيف من آثار تغير المناخ بسرعة، مسألة رئيسية ركزت عليها التقارير العالمية.
بعد اعتماد اتفاقية باريس، دعت اتفاقية الأمم المتحدة الإطارية بشأن التغير المناخي الهيئة الحكومية الدولية المعنية بتغير المناخ لكتابة تقرير خاص حول «إمكانية البشرية منع ارتفاع درجة الحرارة العالمية أكثر من 1.5 درجة فوق مستوى ما قبل الصناعة»، عنوانه الكامل: «الاحترار العالمي عند 1.5 درجة مئوية، تقرير خاص بالهيئة الحكومية الدولية المعنية بتغير المناخ بشأن تأثيرات الاحترار العالمي بمقدار 1.5 درجة مئوية فوق مستويات ما قبل الصناعة ومسارات انبعاثات غازات الاحتباس الحراري ذات الصلة، في سياق تعزيز الاستجابة العالمية لخطر التغير المناخي، والتنمية المستدامة، والجهود المبذولة للقضاء على الفقر».
يلخص التقرير النهائي النتائج التي توصل إليها العلماء، موضحًا أن الحفاظ على مستوى ارتفاع درجة الحرارة أقل من 1.5 درجة مئوية ما زال ممكنًا، لكن فقط من خلال «التحولات السريعة وبعيدة المدى في الطاقة والأرض والحضر والبنية التحتية، والأنظمة الصناعية». إن تحقيق هدف اتفاقية باريس في إبقاء الاحترار عند 1.5 درجة مئوية ليس بالأمر المستحيل، لكنه يتطلب «تخفيضات جذرية وسريعة للانبعاثات، وتغييرات بعيدة المدى وغير مسبوقة في جميع جوانب المجتمع». لتحقيق هذا الهدف، يجب أن تنخفض انبعاثات ثاني أكسيد الكربون بنسبة 45% (مقارنة بمستويات عام 2010) بحلول عام 2030، لتصل إلى قيمة الصفر بحلول عام 2050. سيتطلب الحد من مستويات الاحترار وإبقائها عند 1.5 درجة مئويًة أيضًا التزامًا بتقليل الانبعاثات الأخرى غير ثاني أكسيد الكربون (مثل أكسيد النيتروز والميثان). مع ذلك، لا يزال من المتوقع حدوث ارتفاع حاد بدرجة الحرارة السطحية المتوسطة لكوكب الأرض (3.1-3.7 درجة مئوية) بحلول عام 2100، في ظل تعهدات الدول التي وقعت على اتفاقية باريس، لذا فإن إبقاء حدود هذا الارتفاع عند 1.5 درجة مئوية يجنبنا الآثار الأسوأ في حال وصل لمستويات 2 درجة مئوية. مع ذلك، لا يقي إبقاء ارتفاع درجة الحرارة عند 1.5 درجة مئوية من الجفاف واسع النطاق، وحدوث المجاعات، والإجهاد الحراري، وموت الأنواع، وفقدان نظم بيئية بأكملها، وفقدان الأراضي الصالحة للسكن، ما قد يجعل أكثر من 100 مليون شخص في دائرة الفقر. ستكون التأثيرات أكثر خطورة في المناطق القاحلة بما في ذلك الشرق الأوسط والساحل الإفريقي، حيث سيقتصر توفر المياه العذبة على مناطق محدودة مع ارتفاع متوسط الحرارة السطحية لكوكب الأرض بمقدار 1.5 درجة مئوية، ويُتوقع أن تجف تمامًا في حال ارتفاعه 2 درجة مئوية.

## البيانات الرئيسية
يُرجح أن يزداد الاحترار العالمي بمقدار 1.5 درجة مئوية مقارنة مع مستويات ما قبل الثورة الصناعية بين عامي 2030-2052 في حال بقيت الزيادة عند معدلاتها الحالية. يوفر التقرير ملخصًا للبحوث الحالية حول تأثير ارتفاع درجة الحرارة بمقدار 1.5 درجة مئوية (2.7 درجة فهرنهايت) على الكوكب، إضافة إلى الخطوات اللازمة للحد من ظاهرة الاحتباس الحراري.
إذا افترضنا تنفيذ كامل المساهمات المحددة وطنيًا المشروطة وغير المشروطة المقدمة من الدول الموقعة على اتفاقية باريس، فإن صافي الانبعاثات سيزداد مقارنة مع انبعاثات عام 2010، الأمر الذي سيؤدي لارتفاع الاحترار العالمي بمقدار 3 درجات مئوية بحلول عام 2100، وأكثر بعد ذلك. يتطلب الحد من الاحترار إلى مستويات أقل من 1.5 درجة مئوية أو ما يقرب ذلك، خفض صافي الانبعاثات بحوالي 45% بحلول عام 2030 والوصول إلى صافي الصفر بحلول عام 2050 (أي الحفاظ على إجمالي الانبعاثات التراكمية ضمن موازنة الكربون)، أما الحد من الاحترار العالمي دون مستويات 2 درجة مئوية، فيتطلب خفض انبعاثات ثاني أكسيد الكربون بنسبة 25% بحلول عام 2030 وبنسبة 100% بحلول عام 2075.
تصف مسارات تقليل الاحترار العالمي التي من شأنها أن تحافظ على مستويات الاحترار أقل من 1.5 بحلول عام 2050، الانتقال السريع نحو إنتاج الكهرباء من خلال طرق تقلل الانبعاثات، وزيادة استخدام الكهرباء بدلًا من أنواع الوقود الأخرى في قطاعات مختلفة مثل النقل. تتطلب مسارات تقليل الاحترار العالمي رفع نسبة الطاقة التي تنتجها مصادر الطاقة المتجددة إلى 60% من إجمالي الطاقة المنتجة في العالم، بينما تتطلب انخفاضًا في نسبة الطاقة المنتجة عن طريق الفحم إلى 5% ونسبة الطاقة المنتجة عن طريق النفط إلى 13%. تصف معظم المسارات دورًا أكبر للطاقة النووية واحتجاز الكربون وتخزينه، واستخدامًا أقل للغاز الطبيعي.
تفترض مسارات تقليل الاحترار العالمي أيضًا اتخاذ تدابير إضافية كتقليل الانبعاثات الأخرى غير ثاني أكسيد الكربون (مثل الميثان والكربون الأسود وأكسيد النيتروز)، دون تغبير الطلب على الطاقة، أو تقليله بنسبة 30%، أو تعويضه بمقياس غير مسبوق من طرق إزالة ثاني أكسيد الكربون التي لم تُطور بعد، بينما تسمح السياسات والأبحاث الجديدة بتحسين الكفاءة في الزراعة والصناعة.
تتطلب المسارات تحولات سريعة وبعيدة المدى في الطاقة والأرض والحضر والبنية التحتية (بما في ذلك النقل والمباني) والأنظمة الصناعية. ستكون هذه التحولات في الأنظمة غير مسبوقة من حيث الحجم، ولكن ليس بالضرورة من حيث السرعة، وتعني ضمنًا تخفيضات كبيرة بالانبعاثات في جميع القطاعات، واعتماد مجموعة واسعة من خيارات التخفيف من الانبعاثات وزيادة كبيرة في الاستثمارات في تلك الخيارات. في الماضي، شهدت قطاعات وتقنيات وسياقات مكانية محددة معدلات تغييرات النظام، ولكن لا تتوفر سابقة تاريخية موثقة لمقياسها.
-ملخص التقرير الخاص بالاحترار العالمي عند 1.5 درجة مئوية (SR15) لصانعي السياسات صفحة 17، الهيئة الحكومية الدولية المعنية بتغير المناخ.